# Brandon Silvestry

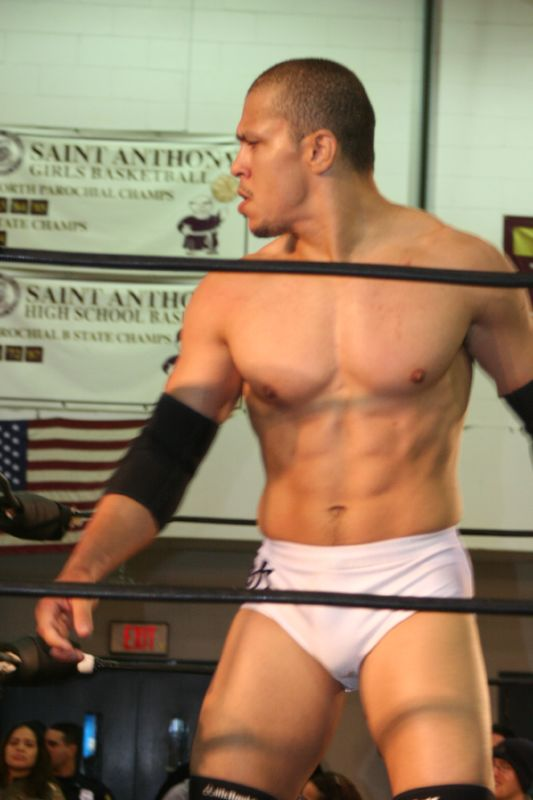
Brandon Silvestry (2008).

Brandon Silvestry, född 6 september 1979 i Brooklyn, New York, mer känd som Low Ki, är en amerikansk wrestlare som härstammar från Puerto Rico.
Han var länge en av de absoluta frontfigurerna i Ring of Honor men deras samarbete kraschade helt i slutet på 2005, början på 2006 och sägs inte ha några planer på att arbeta med förbundet mer. Tävlade mot Austin Starr Lockdown 2007.
Brandon Silvestry jobbade för World Wrestling Entertainment och var deltagare i tävlingen NXT under namnet Kaval. Hans mentorer är Michelle McCool och Layla.

## Silvestry avslutare
- Ki Krusher 99
- Ghetto Stomp
- Phoenix Splash

## Större titlar
- TNA X-Division Champion (2 ggr)
- ROH Champion (den allra första)
- ZERO-ONE International Junior Heavyweight Champion